# Юрчик, Виталий Сергеевич
Вита́лий Серге́евич Ю́рчик (род. 17 мая 1983, Брест) — российский ватерполист, мастер спорта России международного класса, защитник.
Член сборной России с 2003 года. Двукратный чемпион России, шестикратный обладатель Кубка России, бронзовый призёр летних Олимпийских игр 2004 года в Афинах.

## Клубы
- «Лукойл-Спартак» г. Волгоград (2001—2009); (2010 — н.в.)
- «Штурм-2002» г. Чехов, Московская область (2009—2010)